# Pandav Falls
Pandav Falls är ett vattenfall i Indien.   Det ligger i delstaten Madhya Pradesh, i den centrala delen av landet, 500 km sydost om huvudstaden New Delhi. Pandav Falls ligger 256 meter över havet.
Terrängen runt Pandav Falls är varierad. Runt Pandav Falls är det ganska tätbefolkat, med 120 invånare per kvadratkilometer. Närmaste större samhälle är Panna, 12,2 km öster om Pandav Falls. I omgivningarna runt Pandav Falls växer huvudsakligen savannskog.